# Филиппов, Иван Васильевич
Иван Васильевич Филиппов (1928—2003) — советский партийный, хозяйственный и государственный деятель. Первый секретарь Ковровского ГК КПСС  (1971—1984). Почётный гражданин города Коврова (1998).

## Биография
Родился в 1928 году в деревне Барановка, Селивановского района Владимирской области в крестьянской семье. 
С 1943 года, в период Великой Отечественной войны И. В. Филиппов начал свою трудовую деятельность обычным колхозником в колхозе «Красный боец» Селивановского района Владимирской области. 
С 1947 по 1949 годы служил на военной службе в рядах Советской армии.
С 1950 по 1954 годы проходил обучение в Ковровском энергомеханическом техникуме, в период учёбы в техникуме занимался общественно-политической работой: с 1951 по 1954 годы избирался — секретарём комитета ВЛКСМ техникума. С 1954 года начал работать конструктором, с 1954 по 1955 годы — секретарём комитета ВЛКСМ, с 1955 по 1957 годы — заместитель секретаря партийного комитета Ковровского машиностроительного завода имени В. А. Дегтярева. 
С 1957 по 1960 годы работал — заведующим Организационным отделом Ковровского городского комитета КПСС. С 1960 по 1963 годы работает заместителем начальника и начальником цеха на Ковровском машиностроительном заводе имени В. А. Дегтярева. В 1963 году без отрыва от производства  закончил заочное отделение Высшей партийной школы при ЦК КПСС. С 1965 по 1967 годы работал — вторым секретарём Ковровского Ковровского городского комитета КПСС. С 1967 по 1971 годы был назначен — секретарём партийного комитета Ковровского машиностроительного завода имени В. А. Дегтярева.
С 1971 по 1984 годы, в течение тринадцати лет И. В. Филиппов был первым секретарём Ковровского городского комитета КПСС. И. В. Филиппов за период руководства городом Ковров внёс весомый вклад в благоустройство, развитие социальной сферы, экономики и культуры города. 25 марта 1974 года Указом Президиума Верховного Совета СССР «за исключительные достижения и успехи в области экономического, научно-технического и социально-культурного развития, повышении эффективности и качества работы» И. В. Филиппов был награждён Орденом Ленина. В 1978 году в период руководства городом И. В. Филипповым, Указом Президиума Верховного Совета СССР «за заслуги трудящихся города в революционном движении, их вклад в борьбу с немецко-фашистскими захватчиками в годы Веткой Отечественной войны, успехи, достигнутые в хозяйственном и культурном строительстве, и в связи с 200-летием со времени основания» город Ковров был награждён Орденом Трудового Красного Знамени. 
С 1984 по 1988 годы работал в должности — заведующего финансово-хозяйственным отделом Владимирского областного комитета КПСС. Помимо основной деятельности И. В. Филиппов избирался депутатом Ковровского городского и Владимирского областного Советов народных депутатов. 
9 июня 1998 года  «за большие заслуги в развитии города Коврова» И. В. Филиппов был удостоен почётного звания — Почётный гражданин города Коврова.
Скончался в 2003 году в городе Ковров, Владимирской области.

## Награды
- Орден Ленина (25.03.1974)
- Орден Трудового Красного Знамени (26.04.1971)
- Орден Знак Почёта (28.07.1966)

### Звание
- Почётный гражданин города Коврова (9.06.1998[1])